# Acido difenolico
L'acido difenolico abbreviato come DPA, è un prodotto di condensazione dell'acido levulinico (2 molecole) e del fenolo (una molecola), un analogo del bisfenolo A. Per la sua tossicità bisogna evitare il contatto.

## Usi
Fra gli impieghi di uso commerciale del DPA:
- Nella produzione di policarbonati e poliesteri;
- In preparati di pittura e nei film di rivestimento;
- Nei prodotti tessili per rifiniture;
- Nella produzione di determinate resine (come ad esempio le fenoliche pure, fenoliche solubili).

Mostra anche proprietà antiossidanti i cui effetti, grazie a particolari tecniche, possono aumentare.
Inoltre in combinazione con l'acido monocloroacetico si vengono a creare dei triacidi, che grazie alle loro particolare proprietà vengono utilizzati come plastificanti o come agenti di reticolazione nelle catene polimeriche.

## Solubilità
L'acido difenolico è solubile in acqua bollente, mentre lo è solo parzialmente in acqua fredda.